# Hokovirus
„Hokovirus“ (HokV) ist eine vorgeschlagene Gattung von Riesenviren im Phylum Nucleocytoviricota (früher Nucleocytoplasmic large DNA viruses, NCLDV) aus der Familie Mimiviridae, Unterfamilie Klosneuvirinae, mit nur einer Spezies, „Hokovirus HKV1“.
HKV1 wurde bei der Analyse von Metagenomproben aus Bodensedimenten von Ablagerungen in der Kläranlage in Klosterneuburg nahe bei Wien, Österreich, gefunden.

## Genom
Wie alle Riesenviren der NCLDV hat „Hokovirus HKV1“ ein Genom aus einer doppelsträngigen DNA (dsDNA).  
„Hokovirus ILV1“ hat ein großes Genom von 1.326.229 Basenpaaren (bp) und kodiert vorhergesagt 1.022 Proteine, das sind 881 Genfamilien. Damit hat „Hokovirus ILV1“ das drittgrößte Genom unter den zuerstidentifizierten Klosneuviren aus Klosterneuburg, nach „Klosneuvirus“ (1,57 Millionen bp, 1.272 Genfamilien) und „Catovirus“ (1,53 Millionen bp). 
Der GC-Gehalt beträgt 21,4 %, vergleichbar mit dem zweier anderer Riesenviren, Cafeteria-roenbergensis-Virus (CroV, Spezies Rheavirus sinusmexicani) und „Choanovirus 1“ (ChoanoV1), diese haben 23 % bzw. 22 %.
Hokovirus HKV1, Isolat Hokovirus_3, hat (ähnlich wie Indivirus ILV1, Isolat  Indivirus_1) eine Gensequenz (Hokovirus_3_276), die dem V12-Gen des Virophagen Sputnik ähnelt.

## Wirte
Die Metagenomanalyse der ribosomalen 18S-rRNA zeigte weiter, dass ihre Wirte einfachen Cercozoa (zumindest) nahestehen.

## Systematik
Zusammen mit Hokovirus wurden dort von Schulz et al. 2017 drei weitere Virusgattungen identifiziert, „Klosneuvirus“, „Catovirus“ und „Indivirus“, die zusammen als Klosneuviren (vorgeschlagene Familie „Klosneuvirinae“) bezeichnet werden.
Mit Stand 6. Mai 2023 ist die Gattung „Hokovirus“ noch nicht vom International Committee on Taxonomy of Viruses (ICTV) bestätigt (Master Species List #38).
Phylogenien der Klosneuviren, die die Gattung „Hokovirus“ bzw. die Spezies „Hokovirus HKV1“ einschließen, finden sich beispielsweise bei Disa Bäckström et al. (2019), Fig. 3, bei Aylward et al. (2021), oder unter Klosneuvirinae §Systematik: Kladogramm.